# آندریا اسپوزیتو
آندریا اسپوزیتو (انگلیسی: Andrea Esposito؛ زادهٔ ۱۷ مهٔ ۱۹۸۶) بازیکن فوتبال اهل ایتالیا است.
از باشگاه‌هایی که در آن بازی کرده‌است می‌توان به باشگاه فوتبال لچه، باشگاه فوتبال بولونیا، باشگاه فوتبال لاتینا، باشگاه فوتبال چزنا، باشگاه فوتبال جنوآ، و باشگاه فوتبال لیورنو اشاره کرد.
وی همچنین در تیم‌های ملی فوتبال بازی کرده‌است.